# Rossella Tarolo
Rossella Tarolo (Treviso, 28 dicembre 1964) è un'ex velocista italiana, quattro volte campionessa nazionale.

## Biografia
Ha partecipato ai Giochi olimpici di Seul 1988 ed è detentrice del primato italiano della staffetta 4×200 metri outdoor.

## Record nazionali

### Seniores
- Staffetta 4×200 metri: 1'35"52 ( Brescia, 27 maggio 1989) (Marinella Signori, Francesca Carbone, Marisa Masullo, Rossella Tarolo)

## Palmarès
| Anno | Manifestazione          | Sede         | Evento      | Risultato        | Prestazione | Note |
| ---- | ----------------------- | ------------ | ----------- | ---------------- | ----------- | ---- |
| 1986 | Europei indoor          | Madrid       | 60 m        | batteria         | dnf         |      |
| 1986 | Europei indoor          | Madrid       | 200 m       | batteria         | 24"34       |      |
| 1986 | Europei                 | Stoccarda    | 4x100 m     | batteria         | 44"90       |      |
| 1987 | Mondiali indoor         | Indianapolis | 60 m        | batteria         | 8"43        |      |
| 1987 | Giochi del Mediterraneo | Laodicea     | 100 m       | 6ª               | 12"02       |      |
| 1988 | Giochi olimpici         | Seul         | 100 metri   | batteria         | 11"86       |      |
| 1988 | Giochi olimpici         | Seul         | 4×100 metri | semifinale       | 43"97       |      |
| 1990 | Europei                 | Spalato      | 200 metri   | semifinale       | 23"56       |      |
| 1990 | Europei                 | Spalato      | 4×100 metri | 5ª               | 43"71       |      |
| 1991 | Mondiali                | Tokyo        | 100 metri   | quarti di finale | 11"75       |      |
| 1991 | Mondiali                | Tokyo        | 4×100 metri | 7ª               | 43"76       |      |
| 1991 | Giochi del Mediterraneo | Atene        | 200 m       | 4ª               | 23"53       |      |
| 1991 | Giochi del Mediterraneo | Atene        | 4x100 m     | Argento          | 43"67       |      |

## Campionati nazionali
- 1 volta campionessa nazionale nei 100 metri piani (1986)[1]
- 2 volte campionessa nazionale nei 200 metri piani (1989, 1991)[1]
- 1 volta campionessa nazionale indoor nei 200 metri piani (1986)[2]

## Altre competizioni internazionali
1986
- Oro in "Ungheria-Italia Indoor Match" ( Budapest), 200 m piani - 24"05

1987
- Bronzo in Coppa Europa ( Göteborg), 100 m piani - 11"80